# Siegmund Anczyc
Siegmund Anczyc, auch Antschitz, (* 14. September 1783 in Wilna; † 5. Juni 1855 in Krakau) war ein polnischer Theaterschauspieler und -direktor.

## Leben
Siegmund Anczyc studierte in Breslau und schauspielerte seit 1799. Er spielte in größeren Städten in Litauen, Posen, Polen und Weißrussland. Seine Tätigkeit unterbrach er 1810 und begann, Güter zu verwalten. Dies tat er bis 1816 und kehrte im Folgejahr auf die Bühne zurück. 1819 ehelichte er die Schauspielerin Barbara Hrehorowicz. Seit 1822 schauspielerte er in Warschau und seit 1826 in Krakau.
1838 und seit 1844 fungierte Anczyc als Leiter des Warschauer Theaters. Außerdem gründete er eine Theatergesellschaft, mit der er in Lublin, Płock, Posen und Kalisz auftrat. 1849 aber wurde Chlędowski als Theaterdirektor eingesetzt, weshalb Anczyc gezwungen war, die Bühne zu verlassen. Da dieser nun arbeitslos war, ernannte ihn der Gemeinderat zum Wegmautschreiber.
In dieser Zeit verdiente Anczyc kaum Geld. Später konnte er zum Theater zurückkehren, war aber sehr geschwächt und weiterhin verarmt, sodass er auf Spenden angewiesen war. 1855 starb er schließlich in Krakau 71-jährig. Er hinterließ den Schriftsteller Władysław Ludwik Anczyc (1823–1883).

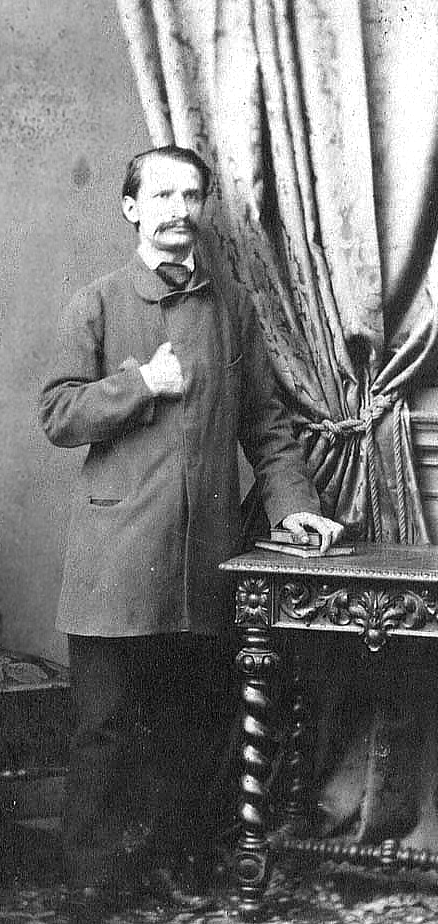
Siegmund Anczycs Sohn Władysław Ludwik Anczyc wurde ebenfalls als Schriftsteller bekannt (Fotografie von 1860).

## Wirken
Anczyc übersetzte deutsch- und französischsprachige Opern in die polnische Sprache und überarbeitete sie. Dieser Tätigkeit ging er in einem Zeitraum von etwa 50 Jahren nach.
Constant von Wurzbach beschrieb Anczyc Fähigkeiten positiv: „Als Darsteller war A. wahr und kräftig, als Uebersetzer gewandt und bühnenkundig.“

## Werke
überarbeitete Werke
- Der Freischütz
- Die Tochter des Regiments
- Belisar
- Die Haymonskinder
- Graf Ory
- Der Tod und der Pächter
- Arsenins der Weiberfeind
- Der Verschwender
- Zu ebener Erde und erster Stock
- Das Haus der Temperamente
- Deborah

weitere Übersetzungen
- Der Pariser Taugenichts
- Hinko der Freiknecht
- Carean-König